# Prisopus
Prisopus is een geslacht van wandelende takken uit de familie Prisopodidae. De wetenschappelijke naam van dit geslacht is voor het eerst voorgesteld door Amédée Louis Michel le Peletier en Jean Guillaume Audinet-Serville in een publicatie uit 1828.

## Soorten
Het geslacht Prisopus omvat de volgende soorten:
- Prisopus amapa Piza, 1979
- Prisopus apteros Camousseight, 2010
- Prisopus ariadne Hebard, 1923
- Prisopus atrobrunneus (Heleodoro & Rafael, 2020)
- Prisopus berosus Westwood, 1859
- Prisopus bifidus Conle, Hennemann & Gutiérrez, 2011
- Prisopus biolleyi Carl, 1913
- Prisopus brunnescens (Heleodoro & Rafael, 2020)
- Prisopus caatingaensis (Heleodoro & Rafael, 2020)
- Prisopus cepus Westwood, 1859
- Prisopus clarus Conle, Hennemann, Bellanger, Lelong, Jourdan & Valero, 2020
- Prisopus conocephalus Conle, Hennemann, Bellanger, Lelong, Jourdan & Valero, 2020
- Prisopus cornutus Gray, 1835
- Prisopus draco (Olivier, 1792)
- Prisopus horridus (Gray, 1835)
- Prisopus horstokkii (Haan, 1842)
- Prisopus minimus Chopard, 1911
- Prisopus nanus Conle, Hennemann & Gutiérrez, 2011
- Prisopus occipitalis Dohrn, 1910
- Prisopus ohrtmanni (Lichtenstein, 1802)
- Prisopus phacellus Westwood, 1859
- Prisopus piperinus Redtenbacher, 1906
- Prisopus sacratus (Olivier, 1792)
- Prisopus villosipes (Redtenbacher, 1906)
- Prisopus wolfgangjunki Zompro, 2003